# Nordamerikanische Buchstaben-Schmuckschildkröte

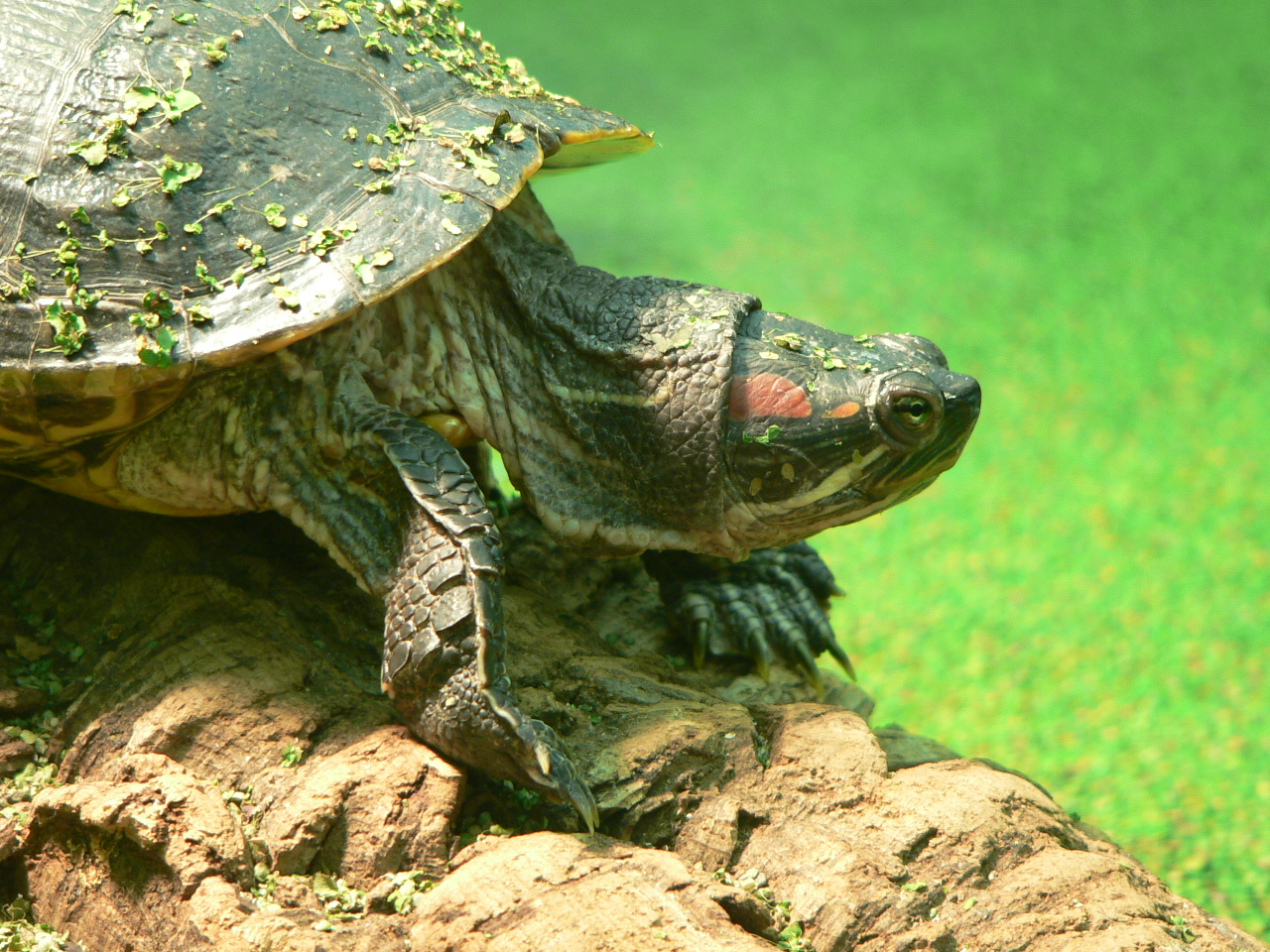
Die Unterart Rotwangen-Schmuckschildkröte

Die Unterart Cumberland-Schmuckschildkröte

Die Nordamerikanische Buchstaben-Schmuckschildkröte (Trachemys scripta) ist eine Art in der Gattung der Buchstaben-Schmuckschildkröten, die zu den Neuwelt-Sumpfschildkröten zählt. Die Art hat ein sehr großes Verbreitungsgebiet, das von New Mexico bis nach Virginia und Alabama reicht. Die Art ist außerdem ein sehr beliebtes Tier für die Haltung in Aquaterrarien. Zahlreiche Halter haben Nordamerikanische Buchstaben-Schmuckschildkröten gesetzwidrig ausgesetzt, weil sie ihnen entweder zu groß oder zu lästig geworden sind. Eingeführte Populationen gibt es unter anderem in Kalifornien, Frankreich, Südafrika, Bahrain, Japan, Südkorea, Guam und Thailand. Die Art gilt in Europa seit 13. Juli 2016 als invasiv.
Die Nordamerikanische Buchstaben-Schmuckschildkröte ist 2016 in die „Liste der unerwünschten Spezies“ für die Europäische Union aufgenommen worden.

## Erscheinungsbild
Nordamerikanische Schmuckschildkröten haben eine Carapaxlänge zwischen 13 und 25 Zentimeter. Sehr große weibliche Exemplare erreichen auch eine Länge von 30 Zentimeter. Junge Schildkröten haben einen grünlichen Rückenpanzer und eine Haut mit auffälligen gelbgrünen bis dunkelgrünen Markierungen und Streifen. Bei ausgewachsenen Tieren verschwindet diese auffällige Färbung zunehmend. Adulte Tiere weisen ein zurückhaltendes Olivgrün auf. Einige wenige Individuen – darunter vor allem Männchen – werden nahezu schwarz.
Die Geschlechter lassen sich daran unterscheiden, dass das Männchen in der Regel etwas kleiner ist als das Weibchen und einen längeren und dickeren Schwanz hat. Die Kloakenöffnung liegt weiter außerhalb des Bauchpanzerrandes. Männchen haben außerdem verlängerte Krallen, was bei ihrem Balzverhalten eine gewisse Rolle spielt.

## Verbreitung und Unterarten
Für die Nordamerikanische Buchstaben-Schmuckschildkröte werden in der Regel drei Unterarten beschrieben, die unterschiedliche Verbreitungsgebiete haben:
- Rotwangen-Schmuckschildkröte (Trachemys scripta elegans): Das Verbreitungsgebiet umfasst das Flusssystem des Mississippi von Illinois bis zum Golf von Mexiko sowie westwärts bis in den Osten von New Mexico und ostwärts bis nach Alabama.
- Gelbwangen-Schmuckschildkröte (Trachemys scripta scripta): Das Verbreitungsgebiet umfasst die Küstenebene von Virginia bis in den Nordosten von Virginia.
- Cumberland-Schmuckschildkröte (Trachemys scripta troostii): Das Verbreitungsgebiet reicht von der Küstenebene Virginias bis zum nördlichen Florida.

Sie präferieren in ihrem Lebensraum stillstehende Gewässer mit einem schlammigen Bodenuntergrund. Sie sind sehr sonnenhungrig und sind oft dabei zu beobachten, wie sie zu mehreren auf aus dem Wasser ragenden Baumstämmen in der Sonne baden.

## Fortpflanzung
Weibchen legen im Jahr bis zu sechs Gelege. Die Schlupfzeit der Jungtiere ist abhängig vom Verbreitungsgebiet. In den kühleren nördlichen Regionen können bis zu vier Monate vergehen, bis die Jungtiere aus den Eiern schlüpfen. Gelegentlich überwintern die Jungtiere sogar in der Nistgrube. In klimatisch vorteilhafteren Regionen schlüpfen die Jungtiere bereits nach zwei Monaten. Die Carapaxlänge geschlüpfter Jungtiere beträgt 2,5 bis 3,5 Zentimeter. Weibchen erreichen ihre Fortpflanzungsfähigkeit im Alter von fünf bis sieben Jahre. Männchen können sich bereits ab einem Alter von drei bis fünf Jahren fortpflanzen. Sie können bis zu 42 Jahre alt werden.

## Ernährung
Insbesondere junge Nordamerikanische Buchstaben-Schmuckschildkröten leben überwiegend von tierischer Kost. Bei ihnen macht diese bis zu 70 Prozent ihrer Nahrungsaufnahme auf. Bei erwachsenen Tieren überwiegt hingegen die pflanzliche Ernährung. Sie macht bei ihnen fast 90 Prozent aus. Zur Nahrung zählen Wasserinsekten, Schnecken, Kaulquappen, Krebstiere, Fische und Muscheln. Zu den gefressenen Pflanzen zählen Pfeilkraut, Wasserlilien, Wasserlinsen und Hyazinthen. Die Tiere fressen fast ausschließlich im Wasser, da sie dieses als Flüssigkeit zum Schlucken benötigen. Meist findet die Nahrungsaufnahme in den frühen Morgenstunden oder am späten Nachmittag statt.